# Таджиев, Дододжон Таджиевич
Дододжон Таджиевич Таджиев (тадж. Додоҷон Тоҷиевич Тоҷиев, перс.  دودوجون تادجیویچ تادژیف‎), 22 марта 1915, Канибадам, Кокандский уезд, Ферганская область, Туркестанское генерал-губернаторство, Российская империя — 6 января 1987, Душанбе, Таджикская Советская Социалистическая Республика, СССР) — советский и таджикский учёный-филолог, профессор (1967), доктор филологических наук (1971), заведующий кафедрой таджикского языка в Таджикском государственном университете (1953—1986). Заслуженный учитель Таджикской ССР. Удостоен Государственной премии им. Абуали ибн Сино в области науки и техники (2003, посмертно).
Додожон Таджиев — отец министра связи России Леонида Реймана.

## Биография
В 1941 году, после окончания филологического факультета Ленинградского государственного университета, ушел добровольцем в Ленинградское народное ополчение, затем продолжил службу на Кавказе в погранвойсках. Младший лейтенант советской армии.
После демобилизации вернулся к научной работе. В 1951 г. в Ленинграде защитил кандидатскую диссертацию на тему «Категория связи определения с определяемым в современном таджикском литературном языке» под руководством член-корреспондента АН СССР, профессора А. А. Фреймана.
В 1971 г. им защищена докторская диссертация на тему «Сложноподчиненные предложения с обстоятельственными придаточными в современном таджикском литературном языке».
Написал и опубликовал свыше 90 печатных работ, среди которых монографии «Причастие в современном таджикском литературном языке», «Способы связи определения с определяемым в современном таджикском литературном языке», «Сложноподчиненные предложения с несколькими придаточными», «Средства связи в сложноподчиненных предложениях таджикского литературного языка», «Сложноподчиненные предложения в современном таджикском литературном языке (с обстоятельственными придаточными)».
Автор учебников и программ по таджикскому языку для средних и высших учебных заведений Таджикской ССР, одним из авторов и редакторов научной грамматики таджикского языка.
В 1951—1953 гг. заведующий сектором современного таджикского языка в Институте языка и литературы АН Таджикской ССР. Заложил основу научной грамматики; под его руководством были опубликованы семь очерков по различным вопросам современного таджикского литературного языка. В 2003 г. коллектив авторов научной грамматики таджикского языка — в том числе и он — был удостоен Государственной премии им. Абуали ибн Сино в области науки и техники)".
С 1953 до 1986 гг. заведующий кафедрой таджикского языка в Таджикском государственном университете.
Член президиума научно-технического совета при Министерстве высших учебных заведений Таджикской ССР.
Член ученого совета и председатель координационного совета НИИ педагогических наук Министерства просвещения Таджикской ССР.
Председатель специализированного совета по защите кандидатских и докторских диссертаций по филологическим наукам при Таджикском государственном университете.
Член специализированного совета по защите докторских диссертаций при Институте языка и литературы им. Абуабдулло Рудаки Академии наук Таджикской ССР.
Умер в Душанбе 6 января 1987 года. Похоронен на кладбище Сари Осиё в районе Исмоила Сомони.

## Награды
- Медаль «За оборону Кавказа»
- Медаль «За победу над Германией в Великой Отечественной войне 1941—1945 гг.»
- Медаль «За трудовую доблесть»
- Государственная премия им. Абуали ибн Сино в области науки и техники (2003, посмертно).

## Семья
Дети:
- Саида (род. 8 июня 1942, Канибадам), филолог.
- Далер (род. 27 июля 1953, Душанбе), врач-травматолог, кандидат медицинских наук, доцент.
- Волида (род. 1 января 1957, Душанбе), врач акушер-гинеколог, кандидат медицинских наук, доцент.
- Леонид (род. 12 июля 1957, Ленинград), инженер электросвязи, доктор экономических наук.